# Yoshinogari
Yoshinogari (吉野ヶ里町, Yoshinogari-chō) est un bourg du district de Kanzaki, dans la préfecture de Saga, sur l'île de Kyūshū, au Japon. C'est aussi le lieu du parc archéologique prestigieux relevant de la période Yayoi, le site de Yoshinogari.

## Géographie

### Démographie
Au 1er février 2015, la population de Yoshinogari s'élevait à 16 336 habitants répartis sur une superficie de 43,99 km2.

## Histoire
La création du bourg de Yoshinogari date de 2006 après la fusion du bourg de Mitagawa et du village de Higashisefuri.